# 아케인 스튜디오
아케인 스튜디오(Arkane Studios SASU)는 리옹에 본사를 둔 프랑스 비디오 게임 개발사이다. 1999년에 설립되어 2002년에 첫 번째 게임인 악스 파탈리스를 출시했다. 아케인 스튜디오는 라이언 스튜디오인 아케인 라이언 외에도 2006년 7월부터 2024년 5월 폐쇄될 때까지 텍사스 오스틴에서 아케인 스튜디오 LLC(거래명: '아케인 오스틴')를 운영했다. 스튜디오는 인기 있는 디스아너드 시리즈를 제작했을 뿐만 아니라 프레이(2017), 데스루프(2021) 및 레드폴(2023)을 개발했다. 마블스 블레이드는 개발 중인 상황이었다.

## 개발한 게임
- 악스 파탈리스
- 다크 메시아 오브 마이트 앤 매직
- 카르마스타
- 디스아너드
- 디스아너드 2
- 프레이
- 디스아너드: 데스 오브 디 아웃사이더
- 울펜슈타인: 영블러드
- 울펜슈타인: 사이버파일럿
- 데스루프
- 레드폴